# 34-й бомбардировочный авиационный полк
Не следует путать с 34-м бомбардировочным авиационным полком ВВС Тихоокеанского флота
34-й бомбардировочный авиационный полк (34-й бап) — воинская часть Вооружённых сил СССР, принимавшая участие в Великой Отечественной войне.

## История наименований
- 34-й бомбардировочный авиационный полк[1].;
- 34-й скоростной бомбардировочный авиационный полк;
- 34-й ближне-бомбардировочный авиационный полк;
- 34-й бомбардировочный авиационный полк;
- 34-й бомбардировочный авиационный полк;
- 34 Ташкентский бомбардировочный авиационный полк[2];
- 34-й бомбардировочный авиационный Ташкентский Краснознамённый полк;
- 34-й бомбардировочный авиационный Ташкентский Краснознамённый ордена Суворова полк;
- 34-й бомбардировочный авиационный Ташкентский Краснознамённый орденов Суворова и Кутузова полк[1];
- 34-й учебный авиационный Ташкентский Краснознамённый орденов Суворова и Кутузова полк (1960 г.)[1];
- 34-й авиационный Ташкентский Краснознамённый орденов Суворова и Кутузова полк истребителей-бомбардировщиков[1];
- 34-й бомбардировочный авиационный Ташкентский Краснознамённый орденов Суворова и Кутузова полк[1];
- Войсковая часть (Полевая почта) 64384[1];
- Войсковая часть (Полевая почта) 21325 (с 1953 года)[1].

## История

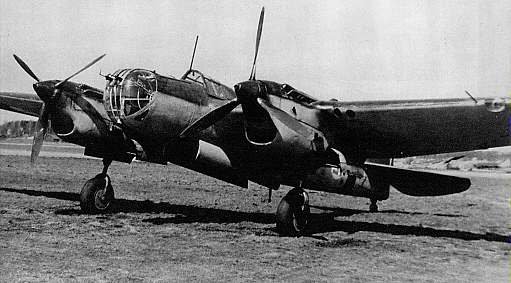
Самолёт СБ. Полк летал на этих самолётах с 1941 по 1942 годы.

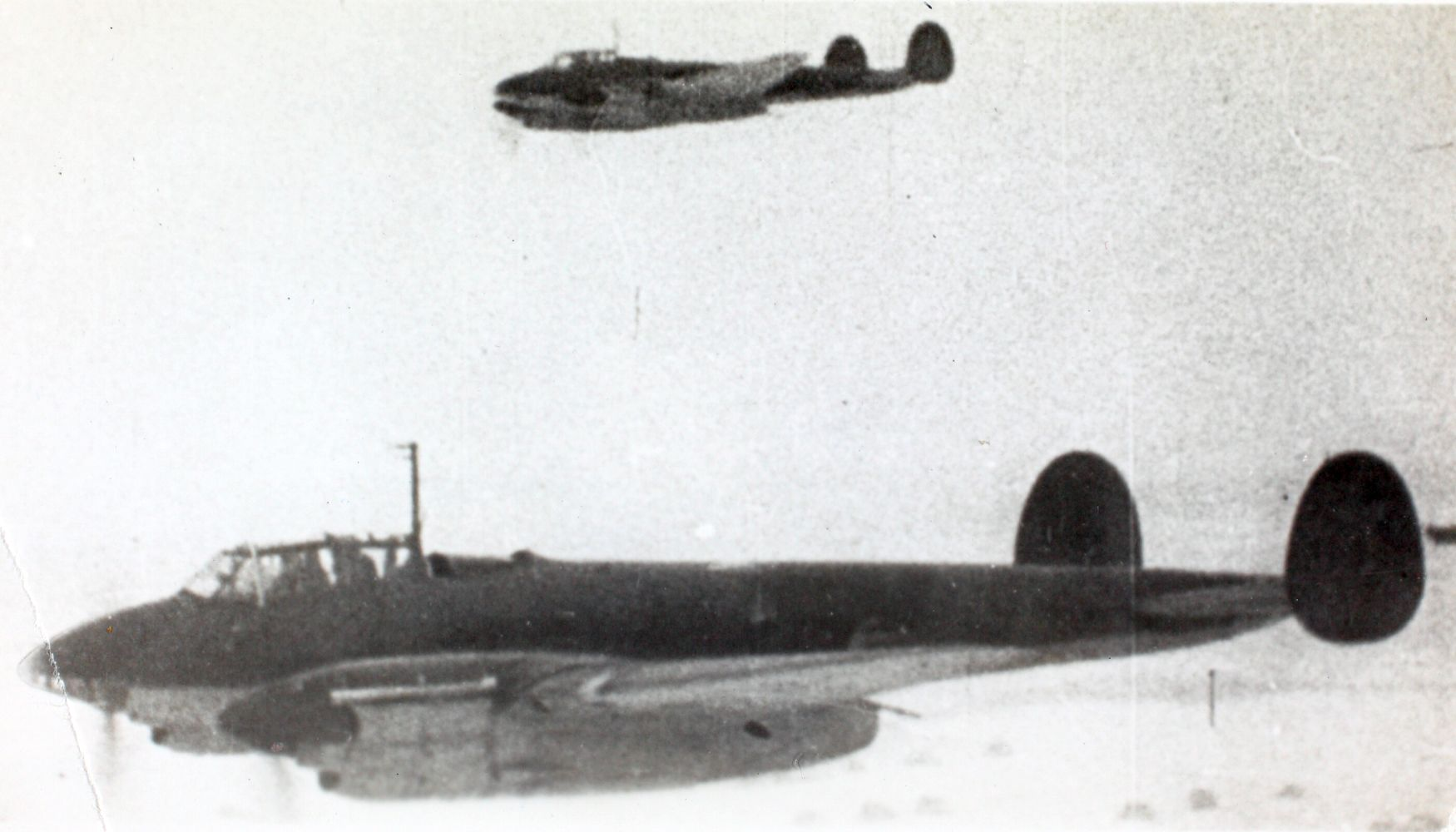
Самолёт Пе-2. На них полк летал с 1942 по 1951 годы

Полк сформирован 1 июня 1939 года в Среднеазиатском военном округе путём переименования 13-го легкобомбардировочного авиационного полка
В составе действующей армии во время ВОВ c 16 ноября 1941 по 17 февраля 1942, с 27 января 1943 по 8 сентября 1944 и с 25 ноября 1944 по 9 мая 1945 года.
На 22 июня 1941 года базируется в Ташкенте, имея на вооружении самолёты СБ.
По директиве Ставки ВГК № 002650, с 6 октября 1941 года в составе 20 самолётов СБ начал переброску в Переяславль-Залесский, по-видимому вошёл в состав одной из авиационных дивизий Западного фронта.
Начал участие в боях с 18 ноября 1941 года. В декабре 1941 или январе 1942 перелетел в Ленинград, базировался на аэродроме в Сосновке в черте Ленинграда. Так, в январе 1942 года нередко выполняет боевые задания в районе Виняголово. 17 февраля 1942 года отведён в резерв, переобучен на Пе-2. Вновь поступил в действующую армию в январе 1943 года.
С января 1943 года по май 1943 года базируется на аэродроме рядом с селом Старое Ракитино Лебедянского района.
В январе 1943 года совершает вылеты в районы Голово, Ожога, особо интенсивно производит бомбардировки железнодорожного узла Касторное, вылетает для уничтожения резервов противника на участке Курск, Орёл. В марте 1943 года действует по районамм Восход, Красное Поле, Суры. В мае 1943 года проводит частные разведывательные и бомбардировочные налёты, так участвует в массированном ударе по вражеским штабам и войскам, расквартированным в городе Локоть, и железнодорожной станции Брасово, бомбит Красную Слободу, Путивль, Хутор-Михайловский, железную дорогу между Орлом и Брянском.
С мая 1943 года базируется на аэродроме близ деревни Ржава Фатежского района Курской области
Участвует в Курской битве, 7 июля 1943 года наносит удар в районах Подоляни, Саворовки, Ржавца и по северо-восточной окраине Понырей. 9-12 июля 1943 года наносит удары по войскам противника на северном фасе Курской дуги. С переходом советских войск в наступление, участвует в массированных ударах по скоплениям танков, автомашин и живой силы противника в районах Александровка, Глазунове, Хитрово, Согласный, Широкое Болото, 1-е Поныри (северный), на поле между пунктами и в самих пунктах Сеньково, Озерки, Верхнее Тагино, Архангельское, Новый Хутор. С продвижением на запад полк производит бомбардировки в районах Кромы, Новозыбкова, Брасово, реки Сож, участвует в Гомельско-Речицкой операции, в 1944 году — в Калинковичско-Мозырьской операции и Жлобинско-Рогачевской операции. Так 6 января и 12 января 1944 года бомбит эшелоны на станции Калинковичи, в феврале 1944 года наносит удары по переправам через Днепр южнее Рогачёва и восточное Жлобина
В ходе Белорусской операции поддерживает советские войска при наступлении у Рогачёва и Бобруйска, так 26 июня 1944 года силами полка были разрушены переправы через Березину восточнее Бобруйска в начале июля 1944 года уничтожает войска противника в районе Минска. C 23 июля 1944 года действует южнее Полесья, находясь в подчинении 6-й воздушной армии.
В сентябре — ноябре 1944 года находится в резерве, доукомплектовывается и переформировывается.
С января 1945 года принимает участие в Варшавско-Познанской операции. C 9 февраля 1945 года по 18 февраля 1945 года полк задействован над крепостью Познань, бомбит фортификационные сооружения крепости и подходы к ней. 16 февраля 1945 года прямым попаданием бомбы с самолёта из состава полка были разрушены южные ворота крепости, 18 февраля 1945 года — взорван склад боеприпасов в центре цитадели.
Весной 1945 года действует над Одером, закончил войну участием в Берлинской операции

## Участие в операциях и битвах
- Воронежско-Касторненская операция «Звезда»[3] — с 27 января 1943 года по 2 февраля 1943 года.
- Ржевско-Вяземская операция — с 2 марта 1943 года по 31 марта 1943 года.
- Курская битва[3] — с 5 июля 1943 года по 23 августа 1943 года
  - Орловская операция «Кутузов»[3] — с 12 июля 1943 года по 18 августа 1943 года.
- Битва за Днепр[3] — с 26 августа 1943 года по 23 декабря 1943 года
  - Черниговско-Припятская операция[3] — с 26 августа 1943 года по 30 сентября 1943 года.
  - Гомельско-Речицкая операция[3] — с 10 ноября 1943 года по 30 ноября 1943 года.
- Калинковичско-Мозырская операция — с 8 января 1944 года по 30 января 1944 года.
- Рогачёвско-Жлобинская операция[3] — с 21 февраля 1944 года по 26 февраля 1944 года.
- Белорусская операция «Багратион»[3] — с 23 июня 1944 года по 29 августа 1944 года.
  - Бобруйская операция[3] — с 24 июня 1944 года по 29 июня 1944 года.
  - Минская операция[3] — с 29 июня 1944 года по 4 июля 1944 года.
  - Люблин-Брестская операция[3] — с 18 июля 1944 года по 2 августа 1944 года.
- Висло-Одерская операция[3] — с 12 января 1945 года по 3 февраля 1945 года.
  - Варшавско-Познанская операция — с 14 января 1945 года по 3 февраля 1945 года.
- Восточно-Померанская операция[3] — с 10 февраля 1945 года по 20 марта 1945 года.
- Берлинская операция[3] — с 16 апреля 1945 года по 8 мая 1945 года.

## Полное наименование
- 34-й бомбардировочный Ташкентский Краснознамённый орденов Суворова и Кутузова авиационный полк

## Подчинение
| Дата            | Фронт (округ)                 | Армия                | Корпус                                  | Дивизия (бригада)                          | Примечания                   |
| --------------- | ----------------------------- | -------------------- | --------------------------------------- | ------------------------------------------ | ---------------------------- |
| 22.06.1941 года | Среднеазиатский военный округ | -                    | -                                       | -                                          | -                            |
| 01.07.1941 года | Среднеазиатский военный округ | -                    | -                                       | -                                          | -                            |
| 10.07.1941 года | Среднеазиатский военный округ | -                    | -                                       | -                                          | -                            |
| 01.08.1941 года | Среднеазиатский военный округ | -                    | -                                       | -                                          | -                            |
| 01.09.1941 года | Среднеазиатский военный округ | -                    | -                                       | -                                          | -                            |
| 01.10.1941 года | Среднеазиатский военный округ | -                    | -                                       | ?                                          | -                            |
| 01.11.1941 года | Западный фронт                | -                    | -                                       | -                                          | точных данных не установлено |
| 01.12.1941 года | Западный фронт                | -                    | -                                       | -                                          | точных данных не установлено |
| 01.01.1942 года | Ленинградский фронт           | -                    | -                                       | 2-я смешанная авиационная дивизия          | -                            |
| 01.02.1942 года | Ленинградский фронт           | -                    | -                                       | 2-я смешанная авиационная дивизия          | -                            |
| 01.03.1942 года | Резерв Ставки ВГК             | -                    | -                                       | -                                          | -                            |
| 01.04.1942 года | Резерв Ставки ВГК             | -                    | -                                       | -                                          | -                            |
| 01.05.1942 года | Южно-Уральский военный округ  | -                    | -                                       | -                                          | -                            |
| 01.06.1942 года | Южно-Уральский военный округ  | -                    | -                                       | -                                          | -                            |
| 01.07.1942 года | Южно-Уральский военный округ  | -                    | -                                       | -                                          | -                            |
| 01.08.1942 года | Южно-Уральский военный округ  | -                    | -                                       | -                                          | -                            |
| 01.09.1942 года | Южно-Уральский военный округ  | -                    | -                                       | -                                          | -                            |
| 01.10.1942 года | Южно-Уральский военный округ  | -                    | -                                       | -                                          | -                            |
| 01.11.1942 года | Московский военный округ      | -                    | -                                       | -                                          | -                            |
| 01.12.1942 года | Московский военный округ      | -                    | -                                       | -                                          | -                            |
| 01.01.1943 года | Московский военный округ      | -                    | -                                       | -                                          | -                            |
| 01.02.1943 года | Брянский фронт                | 15-я воздушная армия | 3-й бомбардировочный авиационный корпус | 301-я бомбардировочная авиационная дивизия | -                            |
| 01.03.1943 года | Брянский фронт                | 15-я воздушная армия | 3-й бомбардировочный авиационный корпус | 301-я бомбардировочная авиационная дивизия | -                            |
| 01.04.1943 года | Центральный фронт             | 16-я воздушная армия | 3-й бомбардировочный авиационный корпус | 301-я бомбардировочная авиационная дивизия | -                            |
| 01.05.1943 года | Центральный фронт             | 16-я воздушная армия | 3-й бомбардировочный авиационный корпус | 301-я бомбардировочная авиационная дивизия | -                            |
| 01.06.1943 года | Центральный фронт             | 16-я воздушная армия | 3-й бомбардировочный авиационный корпус | 301-я бомбардировочная авиационная дивизия | -                            |
| 01.07.1943 года | Центральный фронт             | 16-я воздушная армия | 3-й бомбардировочный авиационный корпус | 301-я бомбардировочная авиационная дивизия | -                            |
| 01.08.1943 года | Центральный фронт             | 16-я воздушная армия | 3-й бомбардировочный авиационный корпус | 301-я бомбардировочная авиационная дивизия | -                            |
| 01.09.1943 года | Центральный фронт             | 16-я воздушная армия | 3-й бомбардировочный авиационный корпус | 301-я бомбардировочная авиационная дивизия | -                            |
| 01.10.1943 года | Центральный фронт             | 16-я воздушная армия | 3-й бомбардировочный авиационный корпус | 301-я бомбардировочная авиационная дивизия | -                            |
| 01.11.1943 года | Белорусский фронт             | 16-я воздушная армия | 3-й бомбардировочный авиационный корпус | 301-я бомбардировочная авиационная дивизия | -                            |
| 01.12.1943 года | Белорусский фронт             | 16-я воздушная армия | 3-й бомбардировочный авиационный корпус | 301-я бомбардировочная авиационная дивизия | -                            |
| 01.01.1944 года | Белорусский фронт             | 16-я воздушная армия | 3-й бомбардировочный авиационный корпус | 301-я бомбардировочная авиационная дивизия | -                            |
| 01.02.1944 года | Белорусский фронт             | 16-я воздушная армия | 3-й бомбардировочный авиационный корпус | 301-я бомбардировочная авиационная дивизия | -                            |
| 01.03.1944 года | 1-й Белорусский фронт         | 16-я воздушная армия | 3-й бомбардировочный авиационный корпус | 301-я бомбардировочная авиационная дивизия | -                            |
| 01.04.1944 года | 1-й Белорусский фронт         | 16-я воздушная армия | 3-й бомбардировочный авиационный корпус | 301-я бомбардировочная авиационная дивизия | -                            |
| 01.05.1944 года | 1-й Белорусский фронт         | 16-я воздушная армия | 3-й бомбардировочный авиационный корпус | 301-я бомбардировочная авиационная дивизия | -                            |
| 01.06.1944 года | 1-й Белорусский фронт         | 16-я воздушная армия | 3-й бомбардировочный авиационный корпус | 301-я бомбардировочная авиационная дивизия | -                            |
| 01.07.1944 года | 1-й Белорусский фронт         | 16-я воздушная армия | 3-й бомбардировочный авиационный корпус | 301-я бомбардировочная авиационная дивизия | -                            |
| 01.08.1944 года | 1-й Белорусский фронт         | 6-я воздушная армия  | 3-й бомбардировочный авиационный корпус | 301-я бомбардировочная авиационная дивизия | -                            |
| 01.09.1944 года | 1-й Белорусский фронт         | 16-я воздушная армия | 3-й бомбардировочный авиационный корпус | 301-я бомбардировочная авиационная дивизия | -                            |
| 01.10.1944 года | 1-й Белорусский фронт         | 16-я воздушная армия | 3-й бомбардировочный авиационный корпус | 301-я бомбардировочная авиационная дивизия | -                            |
| 01.11.1944 года | 1-й Белорусский фронт         | 16-я воздушная армия | 3-й бомбардировочный авиационный корпус | 301-я бомбардировочная авиационная дивизия | -                            |
| 01.12.1944 года | 1-й Белорусский фронт         | 16-я воздушная армия | 3-й бомбардировочный авиационный корпус | 301-я бомбардировочная авиационная дивизия | -                            |
| 01.01.1945 года | 1-й Белорусский фронт         | 16-я воздушная армия | 3-й бомбардировочный авиационный корпус | 301-я бомбардировочная авиационная дивизия | -                            |
| 01.02.1945 года | 1-й Белорусский фронт         | 16-я воздушная армия | 3-й бомбардировочный авиационный корпус | 301-я бомбардировочная авиационная дивизия | -                            |
| 01.03.1945 года | 1-й Белорусский фронт         | 16-я воздушная армия | 3-й бомбардировочный авиационный корпус | 301-я бомбардировочная авиационная дивизия | -                            |
| 01.04.1945 года | 1-й Белорусский фронт         | 16-я воздушная армия | 3-й бомбардировочный авиационный корпус | 301-я бомбардировочная авиационная дивизия | -                            |
| 01.05.1945 года | 1-й Белорусский фронт         | 16-я воздушная армия | 3-й бомбардировочный авиационный корпус | 301-я бомбардировочная авиационная дивизия | -                            |

## Командиры
- подполковник Парфенюк П. А.
- подполковник Новиков В. А.

## Награды и наименования
| Награда                    | Дата          | За что получена |
| -------------------------- | ------------- | --- |
| «Ташкентский»              | 4.05.1943     | В ходе войны многие авиачасти и соединения военных воздушных сил Красной Армии показали образцы мужества и геройства в борьбе против фашистских захватчиков. Некоторые из них уже получили звания Гвардейских частей и соединений, а иx личный состав с гордостью носит нагрудные знаки Гвардии Советского Союза. В целях дальнейшего закрепления памяти о героических подвигах наших славных Сталинских соколов и создании традиций для поступающего в эти части молодого поколения |
| Орден Красного Знамени     | 02.09.1943    | За образцовое выполнение заданий командования на фронте борьбы с немецкими захватчиками и проявленные при этом доблесть и мужество |
| Орден Кутузова III степени | 05.04.1945    | За образцовое выполнение заданий командования в боях с немецкими захватчиками при овладении городом и крепостью Познань и проявленные при этом доблесть и мужество. |
| Орден Суворова III степени | 11.06.1945 г. | За образцовое выполнение заданий командования в боях с немецкими захватчиками при овладении столицей Германии городом Берлин и проявленные при этом доблесть и мужество |

## Отличившиеся воины полка

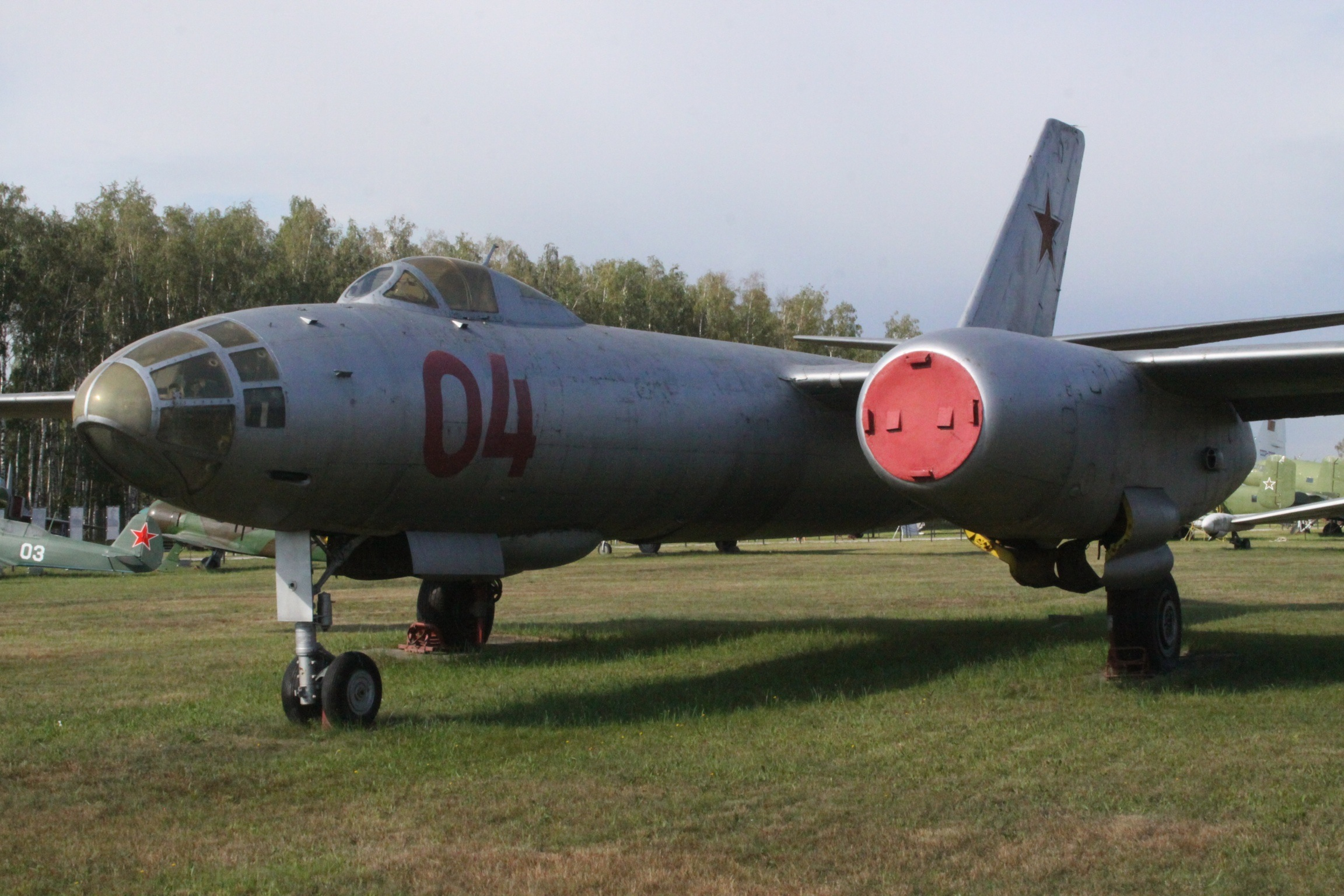
Ил-28. Такие самолёты стояли на вооружении полка с 1951 года по 1960 год.

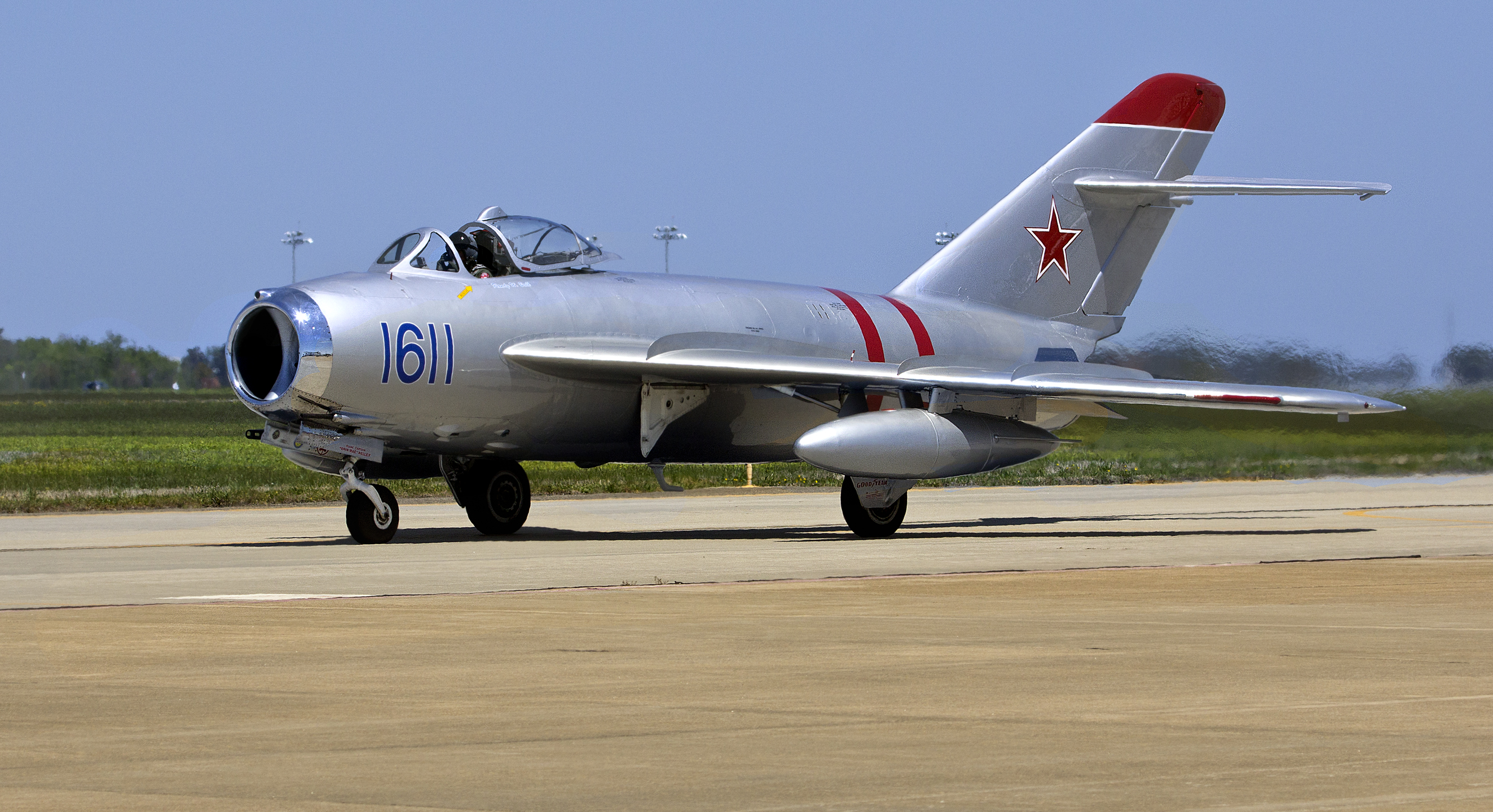
МиГ-17 пришли на замену Ил-28 и стояли на вооружении до 1978 года

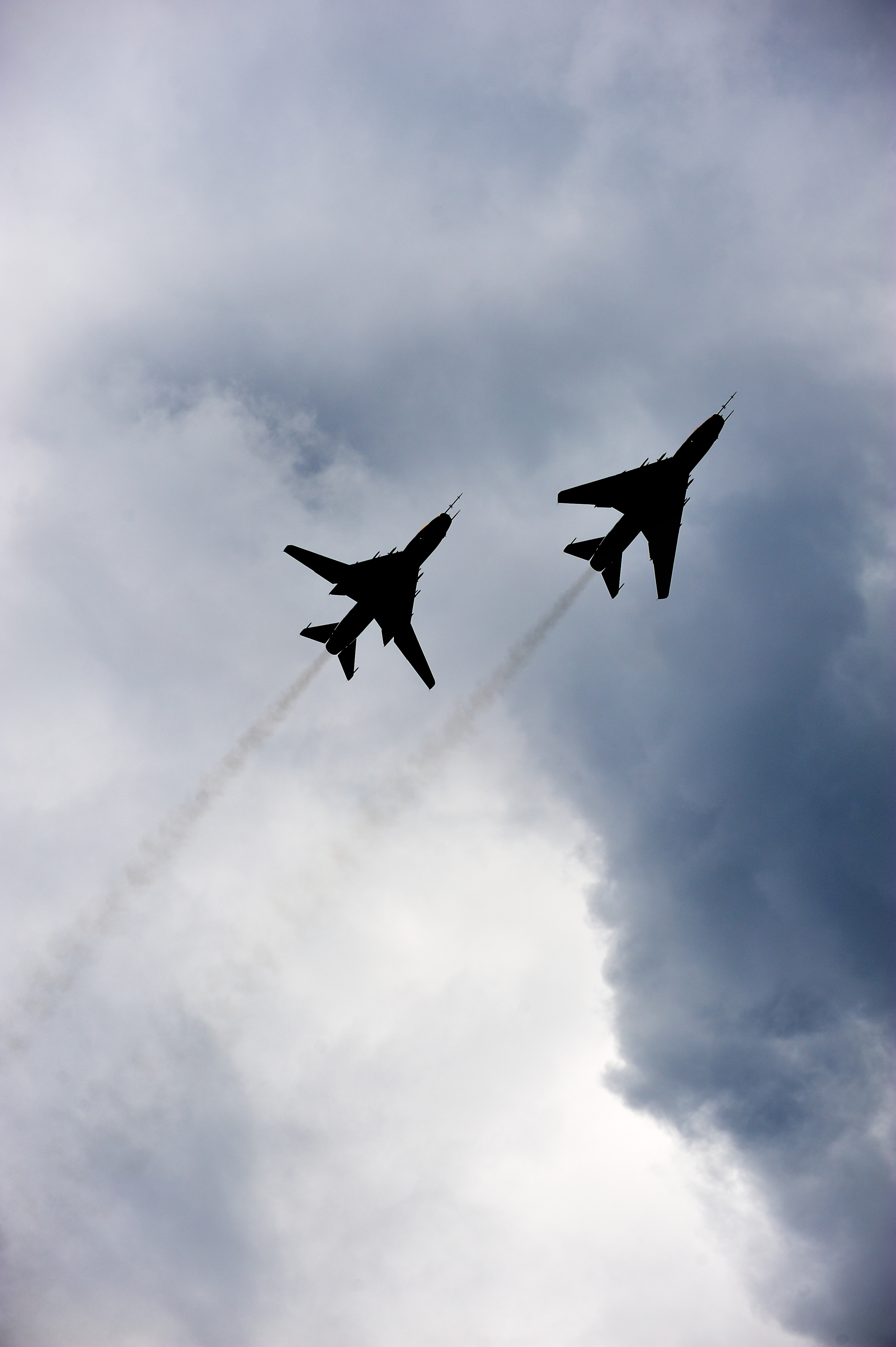
Су-17Б пришёл на замену МиГ-17 с 1978 года.

- Бучавый, Валентин Романович, старший лейтенант, заместитель командира эскадрильи 34-го бомбардировочного авиационного Ташкентского Краснознаменного орденов Суворова и Кутузова полка 301-й бомбардировочной авиационной дивизии 3-го бомбардировочного авиационного корпуса 16-й воздушной армии 1-го Белорусского фронта Указом Президиума Верховного Совета СССР от 15 мая 1946 года удостоен звания Герой Советского Союза. Золотая Звезда № 7041.

## Интересные эпизоды
13 января 1942 года экипаж Михаила Васильевича Карповича получил задание по бомбардировку одиночным экипажем станции Малукса. При подходе к цели самолёт был атакован двумя Ме-109. В результате атаки был подожжен правый консольный бак. На горящем самолёте экипаж продолжил полет к цели, после бомбометания летчик развернул самолёт и пошел на свою территорию. Обреченный горящий самолёт был атакован во второй раз. Истребитель противника перебил пушечной очередью часть правой плоскости, в результате чего горящий бак вывалился. Пожар прекратился. На поврежденном самолёте Карпович произвел посадку на своей территории.

## Послевоенная история полка

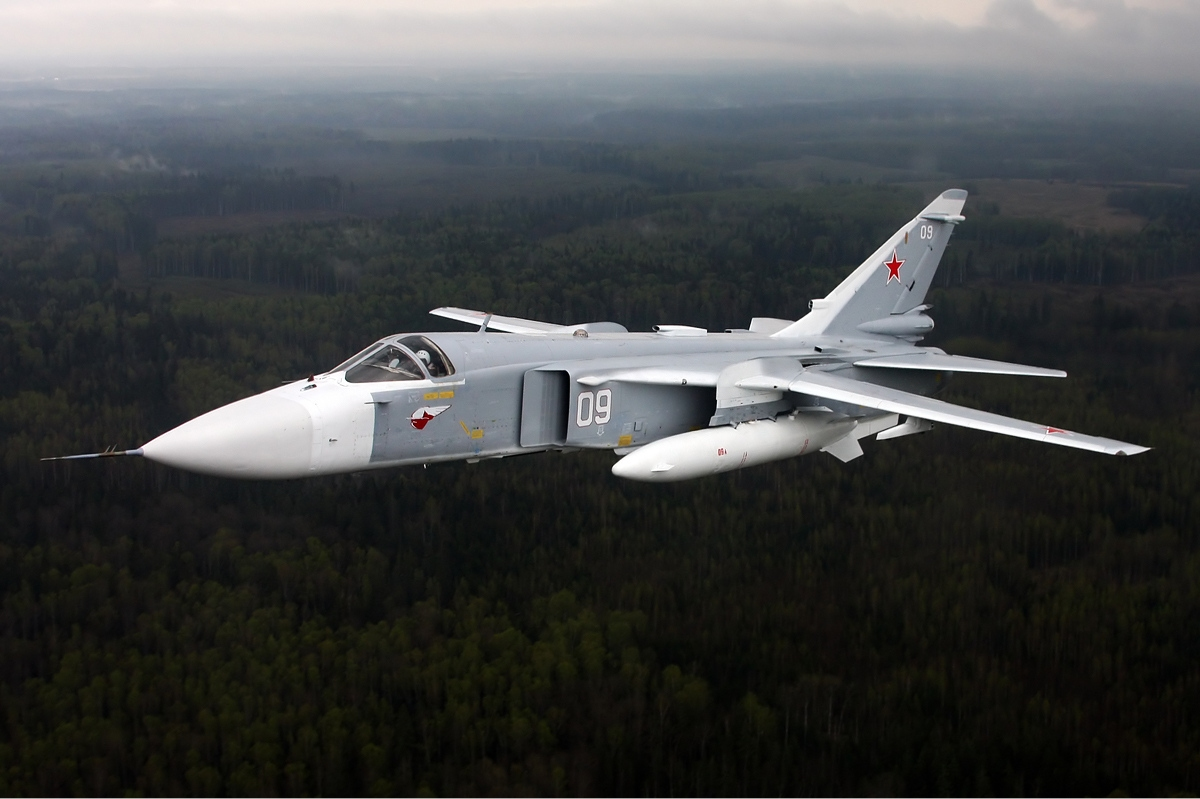
Су-24Б пришёл на замену Cу-17 с 1986 года.

После войны полк базировался на территории Германии в составе 301-й бомбардировочной авиационной Гомельской ордена Кутузова дивизии 3-го бомбардировочного авиационного Бобруйско-Берлинского ордена Суворова корпуса 16-й воздушной армии ГСВГ на аэродромах Финов (с апреля 1945 года по 1949 год на самолётах Пе-2) и Финстервальде (с 1949 года по 1953 год, на самолётах Пе-2 (до 1951 года) и Ил-28 (с 1951 года)).
В 1949 году дивизия была переименована в 268-ю бомбардировочную авиационную Гомельскую ордена Кутузова дивизию, корпус в 80-й бомбардировочный авиационный Бобруйско-Берлинский ордена Суворова корпус, а 16-я воздушная армия в 24-ю воздушную армию.
В июле 1953 года полк выведен из Германии на аэродром Кировабад Азербайджанской ССР, куда был выведенн из Германии на самолётах Ил-28 (до 1960 г.). Полк входил в состав 268-й бомбардировочной авиационной Гомельской ордена Кутузова дивизии, также выведенный из Германии в состав 34-й воздушной армии. В 1960 году дивизия была расформирована, а полк переименован в 34-й учебный авиационный полк и перевооружён на самолёты МиГ-17. Полк вошёл в непосредственное подчинение штабу 34-й воздушной армии.
В 1978 году полк переименован в 34-й авиационный полк истребителей-бомбардировщиков и перевооружён на самолёты Су-17. В августе 1984 года полк вошёл в состав вновь сформированной 36-й авиационной дивизии истребителей-бомбардировщиков (Большие Шираки, Грузинская ССР). В 1986 году полк получил самолёты Су-24, а в 1987 году переименован обратно в 34-й бомбардировочный авиационный полк, а в 1988 году дивизия переименована в 36-ю бомбардировочную авиационную дивизию.
В октябре 1989 года полк расформирован в составе 36-й бомбардировочной авиационной дивизии на своём аэродроме Гянджа (Кировабад).

## Происшествия
- 12 октября 1989 года ночью на аэродроме Кировабад произошла катастрофа в результате столкновения самолётов Су-24 и Ан-12. Общее число жертв катастрофы составило 7 человек. Экипаж бомбардировщика Су-24 состоял из двух человек: командир корабля полковник Григорьев Ю. и штурман капитан Городчуков А.. Штурман успел катапультироваться[9].